# Eric Mjöberg
Eric Georg Mjöberg (6 de agosto de 1882 - 8 de julho de 1938) foi um zoólogo e etnógrafo sueco que liderou as primeiras expedições científicas suecas à Austrália no início do século XX e trabalhou anos na Indonésia.
Mjöberg recebeu diversas homenagens em nomes de espécies de animais que descobriu na Austrália e Indonésia, em especial anfíbios e insetos.